# Trois enseignements

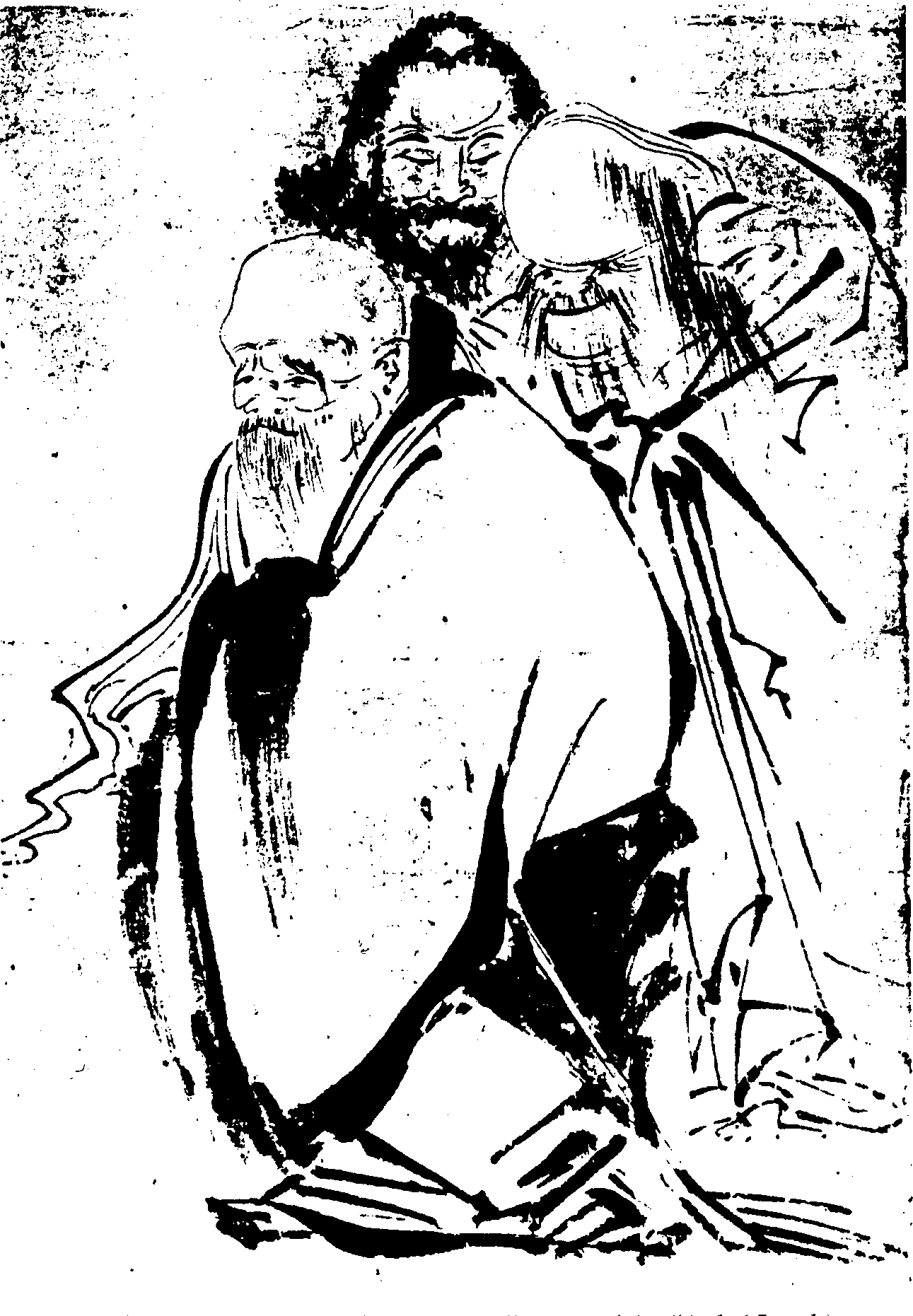
Laozi, Bouddha et Confucius. Symbole des Trois Enseignements

L'expression Trois Enseignements (chin. 三教, sānjiào; jap. sankyō) renvoie aux trois grands enseignements religieux chinois, à savoir le confucianisme, le taoïsme et le bouddhisme. 
Ainsi, un fonctionnaire chinois est-il naturellement confucéen dans le cadre de son emploi. Lorsqu'il se soucie des mesures à prendre pour sa santé, il est taoïste et quand meurt un membre de sa famille, il consulte un moine bouddhiste car les bouddhistes ont le plus de contacts avec l'au-delà. Cette attitude se reflète dans les paroles d'un empereur chinois de la dynastie Ming : « Les trois enseignements sont un ». (三教一。 Sānjiào yī.). Cela doit se comprendre, cependant, en tenant compte du fait que dans la période Ming ces trois enseignements doivent être organisés en tant qu'enseignements orthodoxes avec l'empereur au sommet, et que les autres groupes doivent être stigmatisés comme hétérodoxes et dangereux. 
Par ailleurs, les trois enseignements s'influencent, se fécondent et se complètent mutuellement. Ainsi le Bouddhisme Chan est-il issu de la confrontation du taoïsme et du bouddhisme. Les spéculations religieuses du néoconfucianisme reprennent des idées du bouddhisme et du taoïsme. Le taoïsme a même développé une école dont le but est d'unir les trois doctrines : la « Voie de la Parfaite Complétude », le Quanzhen Dao.

## Source
- Ingrid Fischer-Schreiber: Lexikon der östlichen Weisheitslehren: Buddhismus, Hinduismus, Taoismus, Zen. O. W. Barth, München 1986,  (ISBN 3-502-67404-3).